# The Witches
The Witches er en film fra 2020 instrueret af Robert Zemeckis.

## Medvirkende
- Anne Hathaway som Grand High heks
- Octavia Spencer som bedstemor
  - Miranda Sarfo Peprah ynger bedstemor
- Stanley Tucci som Mr. Stringer, hotel manager.
- Jahzir Kadeem Bruno som Hero dreng
  - Chris Rock som stemme af en ældre Hero dreng
- Codie-Lei Eastick som Bruno Jenkins
- Kristin Chenoweth som stemme Mary / Daisy, drengens kæledyrsmus..[1][2][3]
- Charles Edwards som Mr. Jenkins
- Morgana Robinson som Mrs. Jenkins
- Josette Simon som Zelda, heks.[4]
- Eugenia Caruso som Consuella, heks.[4]
- Ana-Maria Maskell som Esmerelda, heks.[4]
- Orla O'Rourke som Saoirse, heks.[4]
- Penny Lisle som heks.[4]
- Simon Manyonda som Sous-Chef
- Philippe Spall som en Chef
- Brian Bovell som Reginald